# Nymphen und Satyr (Bouguereau)

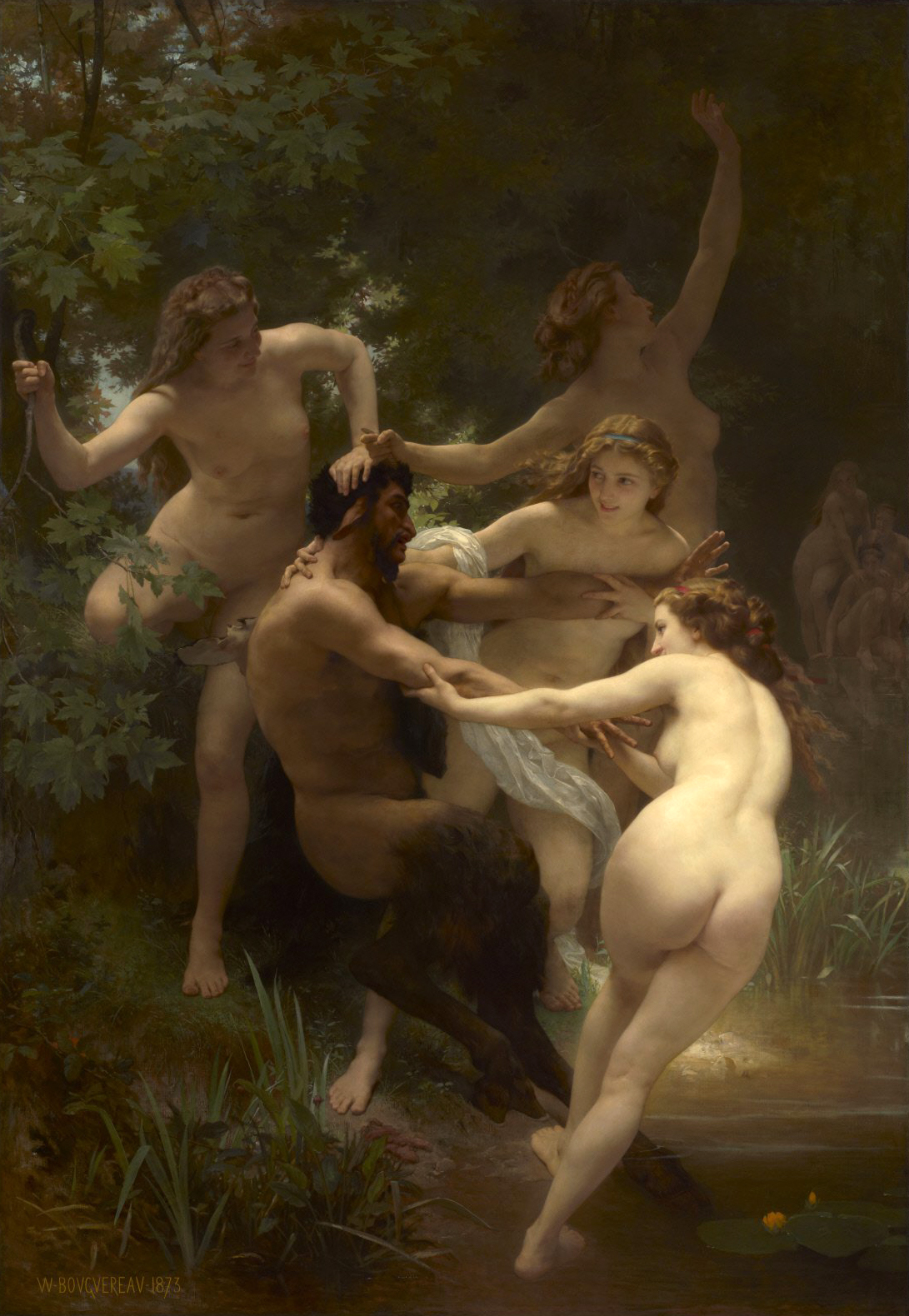
William Adolphe Bouguereau: Nymphen und Satyr (1873)

Nymphen und Satyr ist ein lebensgroßes Ölgemälde des französischen Malers William Adolphe Bouguereau, das er 1873 malte und das eines seiner erfolgreichsten Werke war. Es zeigt, wie drei nackte Nymphen einen Satyr spielerisch in einen Waldteich ziehen, nachdem sie ihn dabei ertappt haben, wie er sie beim Baden beobachtete. Eine vierte ruft nach den Gefährtinnen, die im Hintergrund zuschauen. Der Satyr ist als mythischer Tiermensch mit den Hinterbeinen und Hörnern einer Ziege, dem Schwanz und den Ohren eines Pferdes sowie dem Oberkörper eines Mannes dargestellt, ein Huf befindet sich bereits im Wasser. Da Satyrn nicht schwimmen können, verwandelt sich seine Lust in Panik.  Der offensichtliche Mittelpunkt des Gemäldes sind die nackten Pobacken der mit dem Rücken zum Betrachter gekehrten Nymphe.
Während des späten 19. und frühen 20. Jahrhunderts zog das Gemälde Menschenmengen an. Das Bild gelangte nach seiner ersten Ausstellung in Paris direkt nach Amerika, wo es allein durch Reproduktionen und eine veröffentlichte Strichzeichnung an Bekanntheit gewann, als es, in einer New Yorker Hotelbar ausgestellt, zur Sensation wurde. Die Strafverfolgung durch einen gesetzlichen Sittenwächter machte es erst recht berühmt.
1942 wurde es von Robert Sterling Clark erworben und ist heute im Sterling and Francine Clark Art Institute in Williamstown (Massachusetts) ausgestellt, galt davor aber 40 Jahre lang als verschollen, weil ein Käufer die damals als anrüchig geltende Darstellung vor der Öffentlichkeit wegsperrte.

## Beschreibung

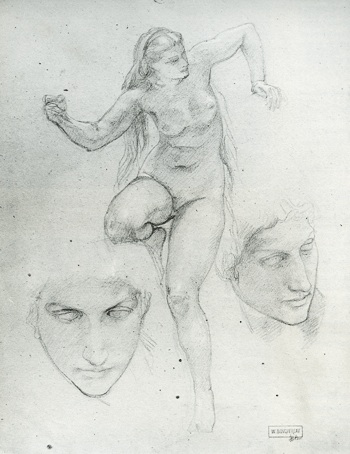
Skizzen zu Nymphen und Satyr von Bouguereau

Bouguereau arbeitete seine Komposition sorgfältig in einer Reihe von Skizzen aus, in denen er die Bewegungen der Figuren wie die Räder einer großen Uhr ineinandergreifen ließ. Seine Kunstfertigkeit zeigt sich in seinen fast unsichtbaren Pinselstrichen – der zeitgenössische französische Begriff dafür war léché, sodass Nymphen und Satyr in ihrer raffinierten Technik und Liebe zum Detail nahezu fotografisch wirken.
Die Leinwand hat die Maße von 260,4 × 182,9 cm und der Rahmen 310,2 × 230,5 × 17,8 cm. Obwohl Bouguereau sein Werk sehr naturalistisch ausgeführt hat, zählt es nicht zum Realismus; seine Wahl eines fiktiven Themas und die Einhaltung etablierter Malkonventionen sind streng traditionell. Der „zuckersüße“ Charakter des Themas und die technische Perfektion der Ausführung machten das Werk zu einem Muster der akademischen Malerei, gegen die sich die neue Generation realistischer Maler auflehnte.
Das Thema des Gemäldes stammt aus einem lateinischen Text des Dichters Statius aus dem ersten Jahrhundert, der die Frustration des Pan beschreibt, als eine der Nymphen, die er verfolgte, in einen See flüchtet, er aber nicht schwimmen kann. Die Rache der Nymphen für die anhaltende wollüstige Zudringlichkeit des Satyrs scheint jedoch eine Erfindung des Künstlers zu sein. Zur Popularität des Gemäldes trug der unbeschwerte Umgang mit dem Thema Nymphen und Satyrn bei, das seit Jahrtausenden hedonistische Freuden, einschließlich des sexuellen Verlangens, symbolisiert. Die Erotik der Szene wird nicht allein durch die Nacktheit erzeugt, sondern vor allem auch durch das „Zusammenpressen“ vieler nackter Körper in der Szene, insbesondere des linken Armes des Satyrs gegen die Brüste einer der Nymphen.

## Geschichte

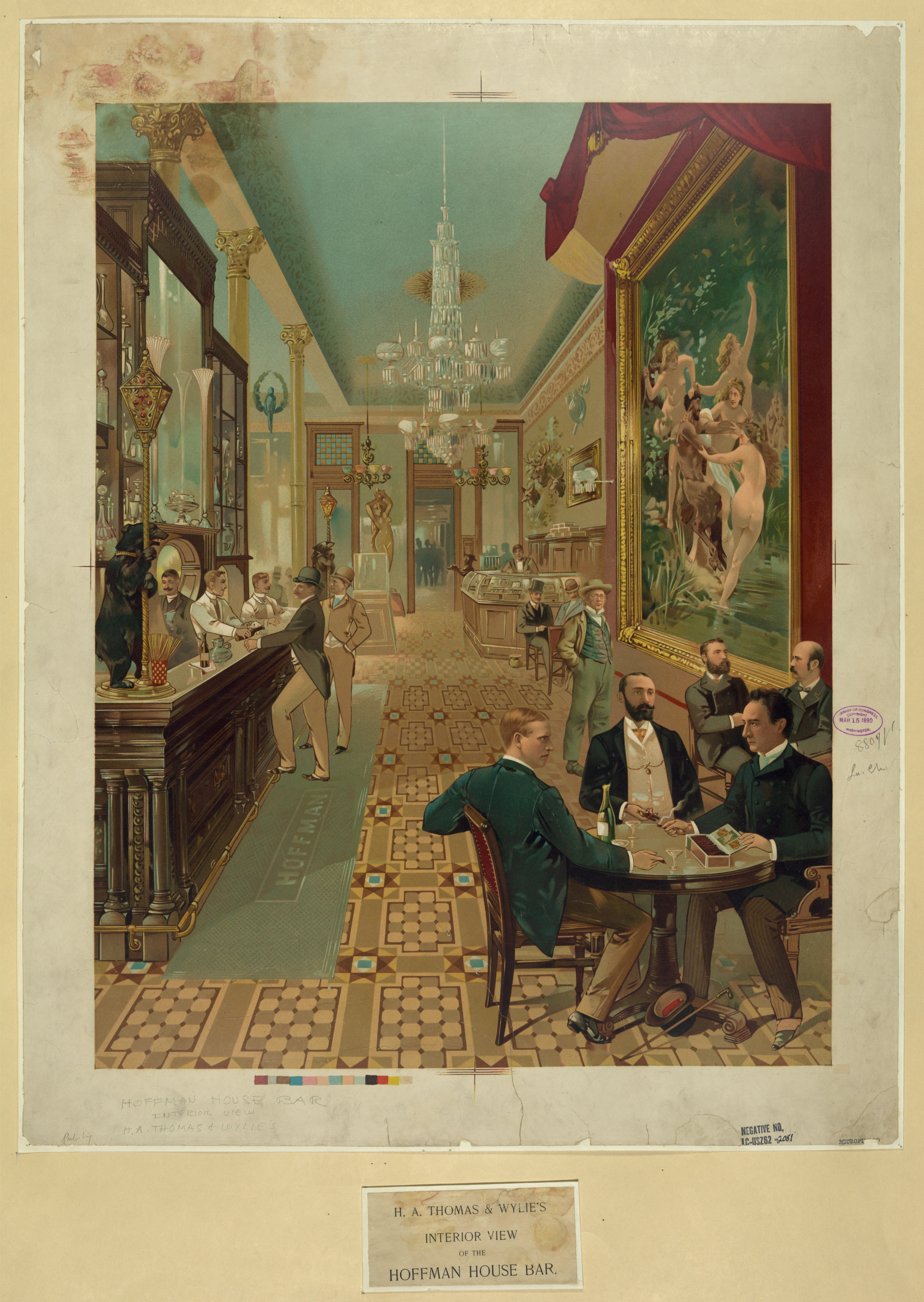
Innenansicht der Bar im Hoffman House Hotel in New York (1890), rechts das Gemälde Nymphen und Satyr und im Hintergrund das Tabakgeschäft

Die Nymphen und der Satyr wurden zuerst am 5. Mai 1873 im Pariser Salon öffentlich gezeigt und bereits am 26. Juni desselben Jahres an den amerikanischen Kunstsammler John Wolfe verkauft. Als das Gemälde dann 1882 von Edward Stiles Stokes ersteigert wurde, zierte es danach bis 1901 die Bar des Hotels Hoffman House in New York. In einem Spiegel konnte man die Nymphen und Satyr im Blick behalten, die unter einem roten Samtbaldachin und von einem elektrifizierten Kristallleuchter an der hohen Decke beleuchtet gegenüber der Bar an der Wand hingen. Das Gemälde entging 1886 nur knapp der Zerstörung, als eines der elektrischen Lichter explodierte und das Samtdach in Brand setzte. Der geistesgegenwärtige Türsteher löschte den Brand mit einer Flasche seltzer water und keine der Nymphen nebst Satyr nahmen Schaden. Unter den Barbesuchern ging der Spruch um, dass nach genügend Getränken die Nymphen anfangen würden, sich zu rühren, um ihre Schleier den Girlanden anzupassen (unbekleidete Schönheiten waren eine langjährige Tradition auf dem Madison Square).
Nach Stokes’ Tod im Jahr 1901 wurde das Bild verkauft und von dem Käufer James D. Leary wegen seines „anstößigen Inhalts“ 40 Jahre lang in einem Lagerhaus unter Verschluss gehalten. Dort wurde es in den 1930er Jahren von einem Bewunderer des Gemäldes aus der Zeit im Hoffman House, Robert Sterling Clark, entdeckt. Nachdem Clark das Bild 1942 aus dem Nachlass Learys erworben hatte, stellte er es in den Durand-Ruel-Galerien in New York aus, diesmal aber um Geld für das Free French Relief Committee zu sammeln. Es ist seit 1955 Eigentum des Sterling and Francine Clark Art Institute und der allgemeinen Öffentlichkeit zugänglich.

## Auswirkungen
Edward Stiles Stokes verbüßte vier Jahre im Sing-Sing-Gefängnis, weil er den Finanzier James Fisk, einen sexuellen Rivalen, ermordet hatte. Nach seiner Entlassung aus dem Gefängnis im Jahr 1881 erbte Stokes das Hoffman House teilweise und baute die Bar zu einem eleganten Salon um, indem er sie mit brillanten und teuren  französischen Aktdarstellungen füllte. 1882 kaufte Stokes dann Nymphen und Satyr als Prunkstück seines Salons. Bis 1885 wurde dieses Bild so berühmt, dass ein in diesem Jahr gedruckter Reiseführer zu New Yorks „Kunstattraktionen“ lautete: „Damen können dieses großartige Werk jeden Morgen vor zehn Uhr sehen“, was den Moralhüter Anthony Comstock besonders wütend gemacht haben muss. Am 2. Januar 1885 notierte Comstock in seinem Polizeibericht, dass ein Komitee der New York Society for the Suppression of Vice dem Hoffman House einen Besuch abgestattet habe und Stokes versprochen habe, bestimmte anstößige Bilder aus seiner Bar zu entfernen. Wie Zeitungsartikel, Drucke und Fotografien beweisen, scheint Stokes keinerlei Anstrengungen unternommen zu haben, sein Hotel von der sinnlichen Darstellung zu befreien, die es so beliebt gemacht hatte. Im Gegenteil – Stokes brachte im selben Jahr sogar eine aufwendige Publikation heraus, in der die „Attraktionen“ des Hotels gepriesen wurden, mit Illustrationen der vielen ausgestellten Gemälde und Skulpturen von Akten.
Als 1882 Bouguereaus Ölgemälde Nymphen und Satyr im New Yorker Elite-Vergnügungsviertel, der sogenannten Ladies’ Mile, ausgestellt wurde, besuchten auch Frauen aus der Oberschicht die Bar des Hotels Hoffman House, um trotz des „risikoreichen“ Motivs das Gemälde zu betrachten. Solche Experimente stellten im späten 19. und frühen 20. Jahrhundert eine Quelle feministischer Aktivität dar. Frauen, die in die Bar gingen, um Nymphen und Satyr zu sehen, nutzten die kulturellen Veränderungen, die in der Stadt stattfanden, um selbst in einem komplexen eigenen sozialen Drama zu spielen. Sie suchten auf der Ladies’ Mile nach Avataren von sich. Auf die männlichen Betrachter hat Nymphen und Satyr vermutlich etwa so wie ein Playboy-Cartoon gewirkt und grenzte eine männliche Domäne ab, in der Anstand und Perversität verschmolzen und entschärft werden konnten; Playboy zeigte nämlich 1994 einen Cartoon, der das Gemälde genau zu diesem Punkt parodierte: der Satyr, von drallen, geilen Nymphen in den Wald gezogen, lacht: „Das mag ich an Frauen. Sie sind nie befriedigt.“
Die Eigentümer des Hotels Hoffman House erkannten die öffentliche Anziehungskraft und das kommerzielle Potenzial der berüchtigten Nymphen und des Satyrs und nutzten das Gemälde für zahlreiche Werbeaktionen. Obwohl Anthony Comstock die gesetzliche Befugnis dazu hatte, fehlte dem Zensor die politische Macht, den wohlhabenden, gut vernetzten und berüchtigten Eigentümer des Hoffman House’ – Edward Stiles Stokes – zu zwingen, das Nymphenbild aus seinem Salon zu entfernen. Comstock überzeugte aber ein Berufungsgericht des Staates New York davon, dass Reproduktionen des Gemäldes illegal seien, weil sie „diejenigen verderben und korrumpieren würden, deren Geist für solche unmoralischen Einflüsse offen ist.“ Kurz nach der Entscheidung des Berufungsgerichts gab das Hoffman House eine Zigarrenmarke mit den Nymphen als dekorativem Etikett heraus.
Selbst lange nachdem es aus der Öffentlichkeit verschwunden war, verlor Nymphen und Satyr nie seine symbolische Kraft als Zeichen bürgerlichen Wagemuts und Verlangens. 1915 veröffentlichte das amerikanische Nachrichtenmagazin Harper’s Weekly eine Parodie des Gemäldes „mit einer Entschuldigung an Bouguereau“ anlässlich des Todes des allbekannten Zensors Comstock, der sich dafür eingesetzt hatte, dass das Bild verschwinden solle: Ein Karikaturist hatte das Gesicht des Satyrs mit dem Gesicht Comstocks ersetzt. Das Begleitgedicht Der Tod des heiligen Antonius machte das doppelte Erbe der viktorianischen Kultur deutlich, indem es, an den verstorbenen Comstock gerichtet, erklärt:
So when we cast you for the gay

Old satyr in the famed tableau

A two-fold compliment we pay

To you and Monsieur Bouguereau,

For ’tis no more than fair to say,

Each one of you has played his part

Each done his best in his own way

To popularize the Nude in Art.
Indem wir Sie hier einsetzen

Als den Satyr im berühmten Tableau

Ein doppelt Kompliment wir setzen

An Sie und Monsieur Bouguereau.

Sie beide spielten Ihren Part

Muss man ehrlicherweise sagen

Jeder bemüht, auf seine Art

den Akt als Kunst beliebt zu machen.